# Oku-iwa Glacier
Oku-iwa Glacier är en glaciär i Antarktis. Den ligger i Östantarktis. Norge gör anspråk på området.
Terrängen runt Oku-iwa Glacier är kuperad söderut, men åt nordost är den platt. Havet är nära Oku-iwa Glacier åt nordväst. Trakten är obefolkad. Det finns inga samhällen i närheten. 